# Lex retro non agit
Lex retro non agit (z łac. prawo nie działa wstecz) – zasada prawa i paremia prawnicza określająca zakaz retroaktywności prawa.
Jest rozpowszechniona w Polsce jako pochodząca z prawa rzymskiego, określana również jako zasada nieretroaktywności prawa (retroactio – wsteczna moc obowiązywania aktu normatywnego). Prawnicy rzymscy stosowali zasadę nieretroaktywności, jednak nie ukuli jej jako paremii. Po raz pierwszy w Polsce użył jej Stanisław Wróblewski w „Zarysie wykładu prawa rzymskiego” z 1916 roku. Lex retro non agit jest jedną z najczęściej stosowanych paremii wśród polskich prawników. W innych krajach nie jest znana, nie występuje nawet w słownikach specjalistycznych, zamiast niej jednak nieretroaktywność prawa określa się paremią lex prospicit non respicit – prawo patrzy naprzód, nie wstecz.

## Znaczenie paremii
Ustawodawca nie może ustanawiać przepisów prawa, które wiązałyby skutki prawne ze zdarzeniami prawnymi mającymi miejsce w przeszłości. Prawo musi być przewidywalne i budzić zaufanie, a podmiot prawa musi mieć pewność, że w danej sytuacji postępuje zgodnie lub niezgodnie z obowiązującym prawem.
Podobne znaczenie ma paremia lex prospicit non respicit (ustawa patrzy do przodu, nie ogląda się w tył).
W prawie polskim zasadę tę wyraża np. art. 3 k.c.: Ustawa nie ma mocy wstecznej, chyba że to wynika z jej brzmienia lub celu.
Art. 42 ust. 1 Konstytucji z 1997 głosi: Odpowiedzialności karnej podlega ten tylko, kto dopuścił się czynu zabronionego pod groźbą kary przez ustawę obowiązującą w czasie jego popełnienia. Zasada ta nie stoi na przeszkodzie ukaraniu za czyn, który w czasie jego popełnienia stanowił przestępstwo w myśl prawa międzynarodowego. Normę tę powtarza Kodeks karny (1997) w art. 1 § 1: Odpowiedzialności karnej podlega ten tylko, kto popełnia czyn zabroniony pod groźbą kary przez ustawę obowiązującą w czasie jego popełnienia.

## Odstępstwa i wyjątki
Zdarza się jednak, że prawo dopuszcza retroaktywność przepisów, gdy zmiana prawa związana jest z korzyściami lub nagrodami (np. art. 4 § 1 k.k.). Bezwzględnie niedopuszczalne jest natomiast stosowanie surowszego prawa (lex severior retro non agit). Zakazane jest również stosowanie wyjątków od powyższej reguły w zakresie prawa karnego i finansowego.
W polskiej praktyce zdarzają się natomiast zmiany interpretacji przepisów, które powodują zmianę skutków prawnych dla zdarzeń z przeszłości.